# عمرو زيدان
عمرو بن فريد بن زيدان ولد في (17 سبتمبر 1974 في لوس أنجلوس كاليفورنيا الولايات المتحدة الأمريكية) هو رجل أعمال سعودي استشاري في مجال الطاقة والصناعة، مستثمر في مجالات التكنولوجيا، رئيس مجلس إدارة الاتحاد السعودي للبولو، ومن المهتمين بهواية الفروسية.

## مناصب رسمية
رئيس مجلس إدارة الاتحاد السعودي للبولو

## النشأة والتعليم
ولد زيدان في لوس أنجلوس، كاليفورنيا، الولايات المتحدة الأمريكية بينما كان والداه يدرسان في جامعة جنوب كاليفورنيا في لوس أنجلوس، كاليفورنيا. بعد تخرج والداه، عادوا إلى المنطقة الشرقية من المملكة العربية السعودية، حيث أكمل زيدان دراسته في مدارس الظهران الأهلية الثانوية، كما تم ابتعاثه بمنحة من أرامكو السعودية لدراسة الهندسة في جامعة جامعة تكساس إيه اند إم، الولايات المتحدة الأمريكية إلى أن تخرج من جامعة المحيط الهادئ، ستوكتون، كاليفورنيا في الولايات المتحدة الأمريكية في عام 1997.

## حياته الشخصية
في 22 يونيو 2018 تزوج من الأميرة نور بنت عاصم.

## سيرته المهنية
بعد تخرجه، انضم زيدان إلى والده في مجال الأعمال الهندسية (زيدان للاستشارات الهندسية) والتي نمت لاحقا إلى مجموعة الزيدان. قاد زيدان التحول من التركيز على مجال الهندسة الكهربائية، إلى التنوع والتوسع في أنشطة الطاقة المختلفة. تتكون مجموعة الزيدان الآن من عدد من الشركات  التي تركز على الهندسة وقطاعات البنية التحتية والطاقة مع عملائها الرئيسيين كمؤسسات حكومية وشبه حكومية كما تخدم المجموعة متطلبات المملكة العربية السعودية من الطاقة بنجاح.

## رياضة الفروسية
زيدان هو لاعب بولو مميز. وهو مؤسس فريق زيدان بولو  ويشارك بشكل تنافسي في الدائرة الدولية. وهو مالك إسطبلات سباق زيدان  (Zedan Racing Stables Inc.) بمنطقة ليكسينغتون، ولاية كنتاكي، الولايات المتحدة.

## الجوائز والأوسمة
الفوز في عام 2005 و2006 و2007 و2008 و2010 في كأس بولو الخليج الذي قدمته الملكة إليزابيث الثانية

الفوز في عام 2012 بكأس الإمارات في البولو

الفوز في عام 2015 بكأس دبي الذهبي في البولو

الفوز في عام 2016 بكأس دبي الفضي في البولو

الفائز في بطولة كأس العالم عام 2016، سباق الخيل من خلال مشاركته في كاليفورنيا كروم

الفائز في عام 2017 بكأس الذهب يوليوس باير دبي في البولو